# Andri Xhahu
Andri Xhahu (Tirana, 30 april 1987) is een Albanese televisie- en radiopresentator, journalist en redacteur. Hij werkt voor de Albanese publieke omroep RTSH. Sinds 2012 is hij de Albanese commentator en spokesperson (puntenteller) tijdens het Eurovisiesongfestival.

## Loopbaan
Xhahu begon zijn carrière in 2003 met het radioprogramma Koha tendencë op Radio Koha. Kort daarna stapte hij over naar Radio Tirana. Dankzij zijn populaire avondprogramma's op de radio kreeg hij de kans om verschillende shows te presenteren, zoals Nata nuk do t'ja dijë, Bisedë me zë të ulët, Deri në pikë të fundit en Hapur.
Sinds 2008 presenteert hij het programma Gjithçka Shqip, dat dagelijks wordt uitgezonden van 16.00 tot 17.00 uur. De show combineert actuele Albanese muziek met gesprekken en bekende gasten. In 2015 werd het programma bekroond met de prijs voor "Beste showbizzprogramma" door Info Media Albania.
Als journalist schreef Xhahu voor diverse tijdschriften. Zo werkte hij van 2011 tot 2013 voor het blad Jeta.
Sinds 2012 verzorgt hij jaarlijks het Albanese commentaar en de puntentelling voor het Eurovisiesongfestival. Ook verzorgt hij het commentaar bij het Junior Eurovisiesongfestival en bij het Sanremo Music Festival sinds 2013. In 2015 gaf hij commentaar bij de Eurovision Young Dancers. 

## Radio- en televisieprogramma's
- Koha tendencë (Radio Koha, 2003)
- Nata nuk do t'ja dijë (Radio Tirana, 2004–2008)
- Maratona e Këngës (Radio Tirana, 2010–2011)
- Gjithçka Shqip (Radio Tirana en TVSH, 2008–2017)
- Anë e errët (Radio Tirana, 2014–2015)
- Verë dhe mendim në një gotë (Radio Tirana, 2016)
- E vërteta (Radio Tirana, 2020)
- Identikit (Radio Tirana, 2021)
- Në radio (Radio Tirana, 2019–heden)
- Mirëmëngjes fundjavë (RTSH 1 en RTSH 3, 2016–2017)
- Eurovisiesongfestival (Commentator en spokesperson, RTSH, 2012–heden)
- Junior Eurovisiesongfestival (Commentator, RTSH, 2012, 2015–heden)
- Sanremo Music Festival (Commentator, RTSH, 2013–heden)
- Festivali i Këngës 53 (Popjury en backstage, 2014)
- Eurovision Young Dancers (Commentator, RTSH, 2015)
- Festivali i Këngës 55 (Presentator green room en stemrondes, 2016)
- Eurovision Choir (Commentator, RTSH 1, 2017)
- Post Festival (Festivali i Këngës 57) (Presentator, 2018)
- Festivali i Këngës 59 (Jurylid, 2020)